# 1. padalski šolski polk (ZDA)
1. padalski šolski polk (izvirno angleško 1st Parachute Training Regiment; kratica 1. PTR) je bila padalska enota Kopenske vojske Združenih držav Amerike.

## Zgodovina
Polk je bil ustanovljen 6. maja 1942. 